# Coelophrys micropa
Coelophrys micropa is een straalvinnige vissensoort uit de familie van de vleermuisvissen (Ogcocephalidae). De wetenschappelijke naam van de soort is voor het eerst geldig gepubliceerd in 1891 door Alfred William Alcock.